# Olibrus corticalis
Olibrus corticalis är en skalbaggsart som först beskrevs av Georg Wolfgang Franz Panzer 1797.  Olibrus corticalis ingår i släktet Olibrus, och familjen sotsvampbaggar. Arten är reproducerande i Sverige.